# Lovoš
Lovoš (německy Lobosch) je hora v Českém středohoří s nadmořskou výškou 573 metrů. Nachází se v okrese Litoměřice přibližně 3,5 km od města Lovosice. Národní přírodní rezervace byla v lokalitě vyhlášena v roce 1948 a je uvnitř Evropsky významné lokality Lovoš (Natura 2000). Rezervace má rozlohu 49,99 hektarů. Významná je rozmanitým geologickým podkladem s vysokou mírou biodiverzity a výskytem vzácných a chráněných druhů rostlin a živočichů. Z turistického hlediska vrchol Lovoše poskytuje rozsáhlý výhled do všech světových stran a nachází se zde turistická chata.

## Historie
V říjnu roku 1756 proběhla mezi jižním svahem Lovoše, horou Ovčín a Lovosicemi bitva u Lovosic, která se stala prvním vojenským střetnutím sedmileté války.
V roce 1948 okolo vrcholku vyhlásilo ministerstvo školství, věd a umění zřízení státní přírodní rezervaci Lovoš se záměrem uchovat hodnotná teplomilná společenstva na nezalesněných svazích hory. Od roku 2005 se rezervace překrývá s evropsky významnou lokalitou Lovoš, součástí soustavy Natura 2000.

## Poloha
Rezervace se nachází na západ od Lovosic, spadá pod obce Velemín a Lhotka nad Labem. Významným krajinným prvkem v okolí Lovoše je Labe na východ od hory, kde tvoří hranici mezi Milešovským středohořím a Verneřickým středohořím. Ze západní strany vede okolo Lovoše dálnice D8 z Prahy. Dálnice je mostem vedena přes Opárenské údolí, ze kterého vede cesta na vrchol hory.

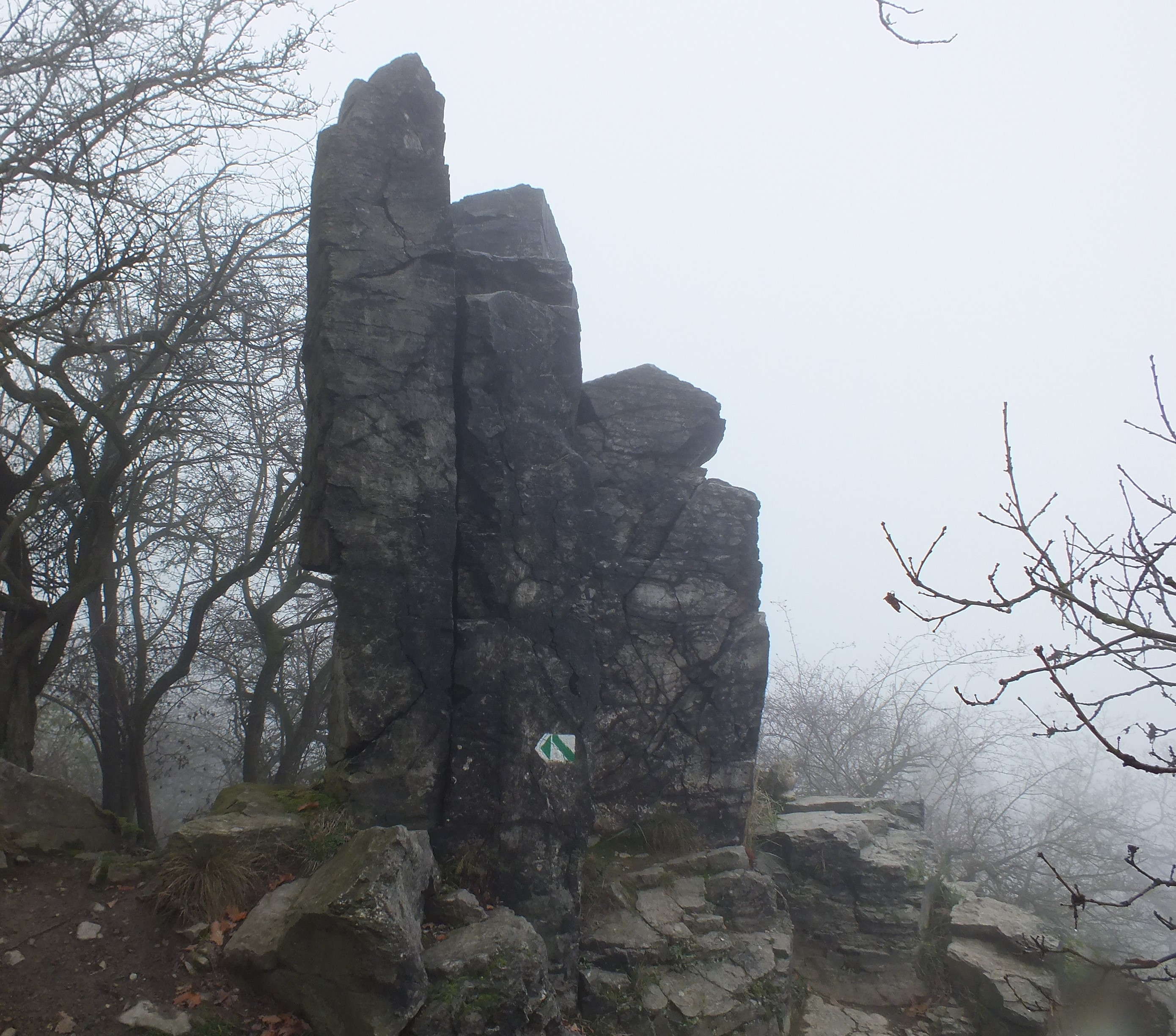
Panenské kameny

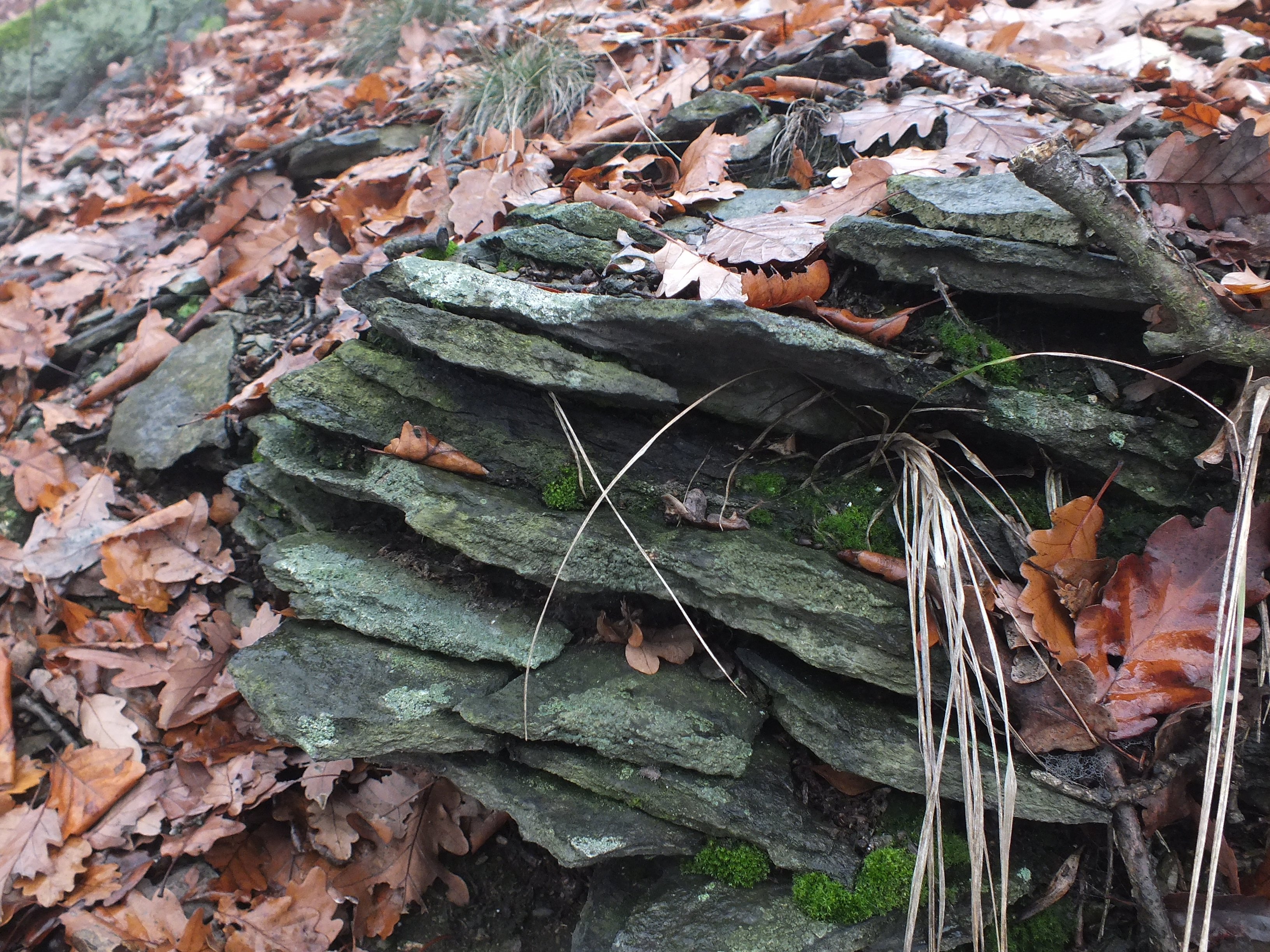
Trachyt okolo vrchu Kibička

Samotná hora Lovoš má dva vrcholy, Lovoš (hlavní vrchol, výška 573 metrů) a Kibičku (z němčiny: Kibitschken neboli spíše nesprávně Kybička anebo Malý Lovoš, 488 metrů). Na hřbetu mezi nimi jsou tzv. Panenské kameny, tři věžovité skalní útvary ze stejného trachytu, ze kterého je i Kibička.
Lovoš má třetí největší prominenci v Českém středohoří (261 m), po Milešovce (620 m) a Sedlu (417 m).[chybí lepší zdroj]

## Přírodní poměry

### Geologie a pedologie
Národní přírodní rezervace Lovoš se skládá ze dvou vrcholů s odlišným geologickým základem. Dominantou kuželovitého útvaru je vrch Lovoš, jehož horninové podloží tvoří olivinický nefelinit s vysokým obsahem vápenatých sloučenin. Na několika vyšších místech proniká na povrch čedič v podobě skal se sloupcovitou odlučností. V dolní části Lovoše jsou charakteristická suťová pole úlomků hornin a bloků různých velikostí, které jsou rozděleny gravitačním tříděním.
Geologické podloží Kibičky je charakterizováno sodalitickým trachytem. Hřeben se táhne jihozápadním až severovýchodním směrem a je asi o devadesát metrů nižší než Lovoš. Spojuje se s Lovošským kuželem v mělkém sedle, které tvoří podstatnou geologickou hranici mezi čedičem Lovoše a kyselejším trachytem či fonolitem Kibičky.
Z hlediska půdních typů jsou na území národní přírodní rezervace nejrozšířenější rankery, rankerové kambizemě a litozemě.

### Flora
Vysoká míra diverzity vegetace v oblasti Lovoše a Kibičky je podmíněna různorodým geologickým podkladem. Významnými a nejvíc zastoupenými společenstvími jsou listnaté lesy (primárně složené ze suťových lesů a hercynské dubohabřiny), štěrbinová vegetace skal a drolin a trávnaté stepní porosty vyskytující se na jižním a jihozápadním svahu Lovoše bez paralely na Kibičce. Na slunné straně svahu je listnatý les obohacen o vysoké mezofilní a xerofilní křoviny.
Porost listnatého lesa zaujímá přibližně 80 % území národní přírodní rezervace. Na jižním, jihozápadním a jihovýchodním svahu převládají hercynské dubohabřiny, v nichž jsou dominantními zástupci habr obecný (Carpinus betulus), dub zimní (Quercus petraea) a výjimečné  dub pýřitý (Quercus pubescens). Pod úrovni stromového patra a vyšší keřový patro tvoří zástupci javor babyka (Acer campestre) líska obecná (Corylus avellana), dřín obecný (Cornus mas), hloh obecný (Crataegus oxyacantha), kalina tušalaj (Viburnum lantana). Na západní časti svahu, kde převažuje společenství suťových lesů se vyskytuje lípa malolistá (Tilia cordata), lípa velkolistá (Tilia platyphyllos), javor mléč (Acer platanoides), javor klen (Acer pseudoplatanus), jasan ztepilý (Fraxinus excelsior).
Ze společenstva štěrbinové vegetace skal a drolin se zde vyskytují: skalník celokrajný (Cotoneaster integerrimus), kakost smrdutý (Geranium robertianum) a tis červený (Taxus baccata).
Úzkolisté suché trávníky zde tvoří kozinec bezlodyžný (Astragalus exscapus), kavyl Ivanův (Stipa pennata) a hlaváček jarní (Adonis vernalis).

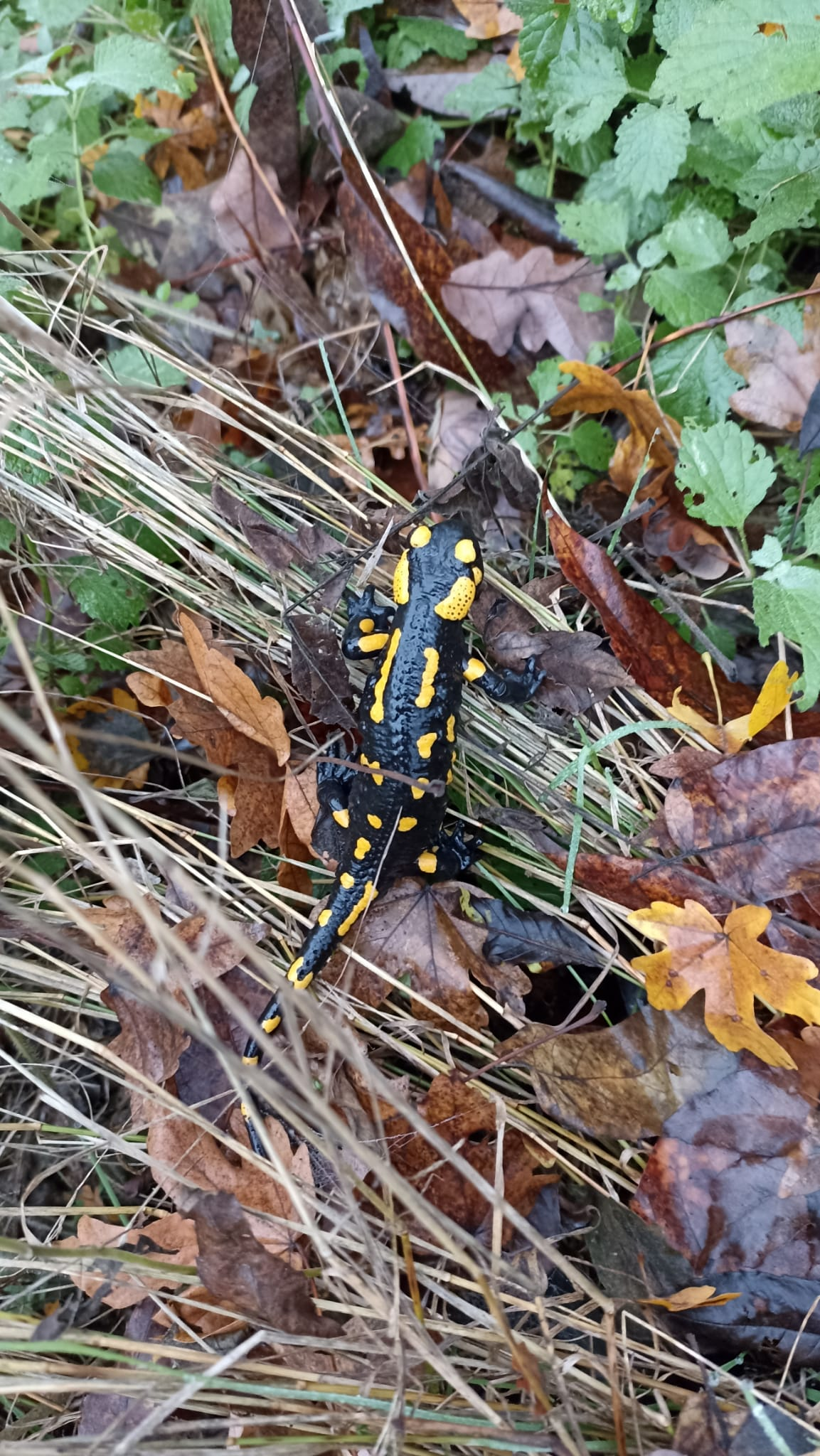
Mlok skvrnitý na Lovoši

### Fauna
Rozsáhlý listnatý les v kombinaci s teplomilnými a suchomilnými oblastmi lesostepí, skalních stepí a sutí vytváří vhodné podmínky pro rozsáhlou diverzitu fauny. Z hnízdících ptáku se v této lokalitě vyskytují silně ohrožené druhy: čáp černý (Ciconia Nigra), krutihlav obecný (Jynx torquilla), žluva hajní (Oriolus oriolus), linduška lesní (Anthus trivialis). Ze zástupců plazů jsou zaznamenané hojné počty zmije obecné (Vipera berus) a užovky hladké (Coronella austriaca). Významný savci téhle oblasti jsou: plšík lískový (Muscardinus avellanarius), kuna skalní (Martes foina), netopýr rezavý (Nyctalus noctula). Z obojživelníků mlok skvrnitý (Salamandra salamandra). Počet významných druhů bezobratlých je v NPR Lovoš také vysoký, jsou to například: batolec duhový (Apatura iris), roháč obecný (Lucanus cervus), drobnička jižní (Truncatellina claustralis), nesytka česká (Pennisetia bohemica).

## Ochrana přírody

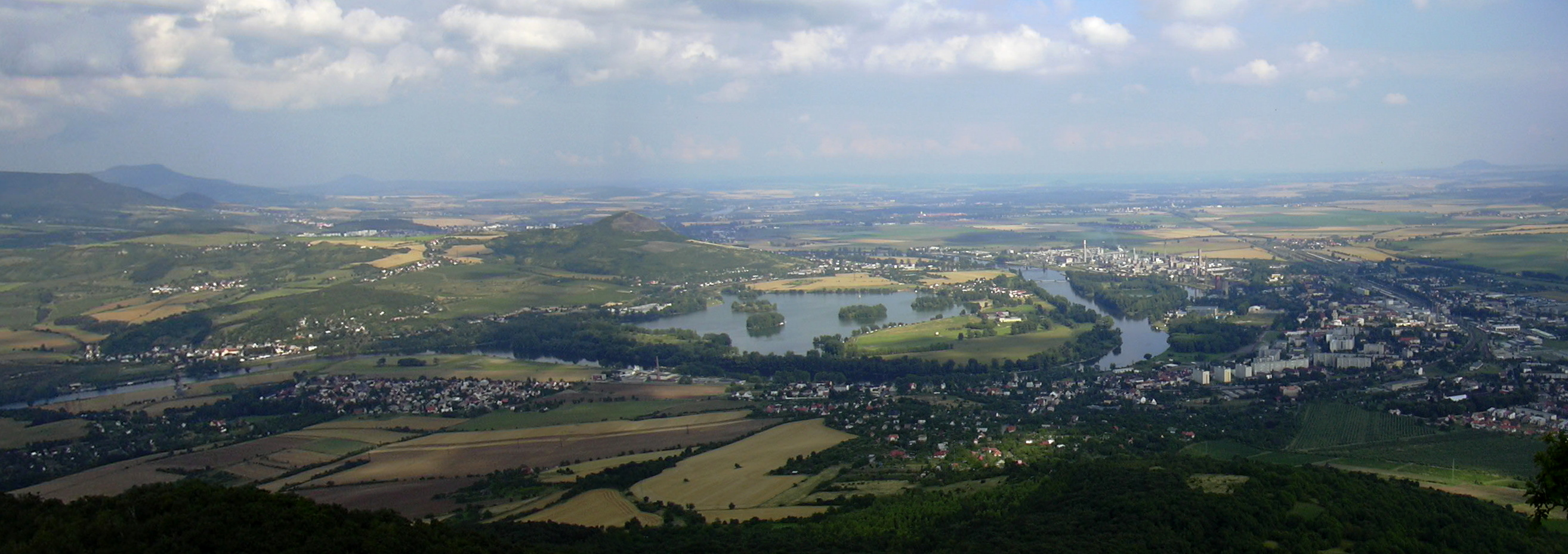
Pohled z Lovoše směrem k Litoměřicím, Radobýlu a Žernoseckému jezeru

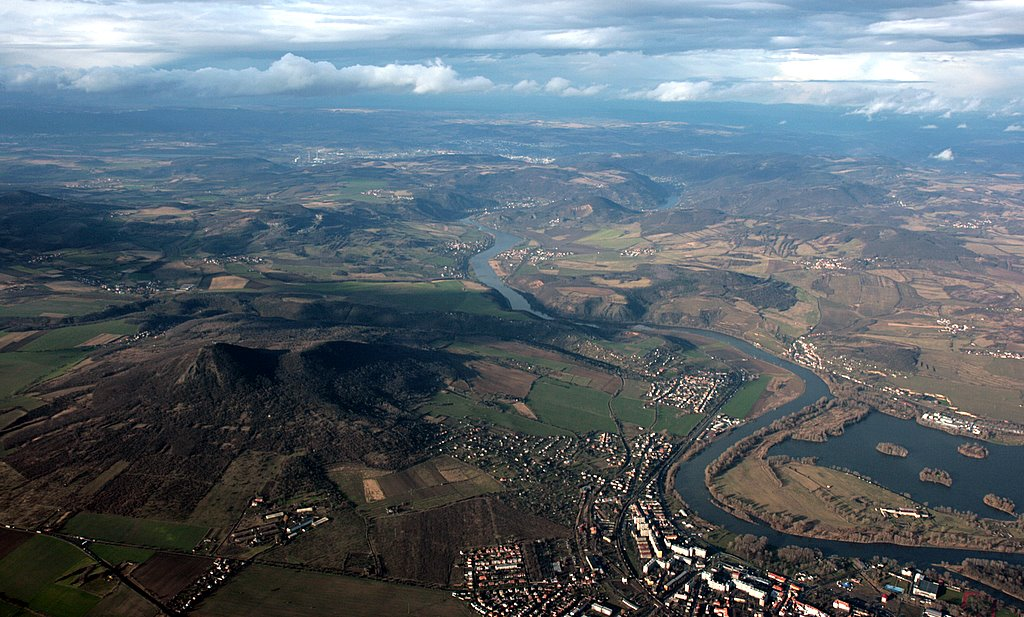
Lovoš spolu s Lovosicemi a Labem

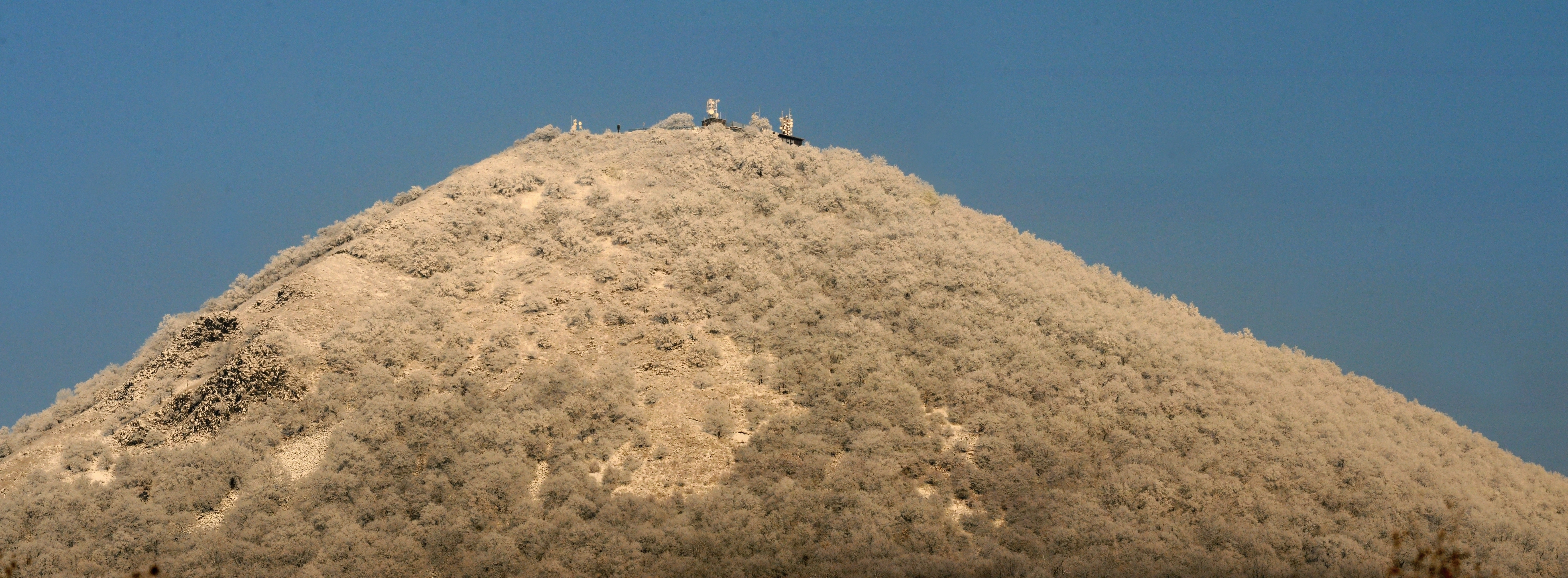
Chráněná vrcholová část

Národní přírodní rezervace Lovoš leží na zhruba horní polovině hory s výjimkou těsné blízkosti objektu turistické chaty na samém vrcholku a přilehlých vyhlídek. Rezervace má zákonem vymezené ochranné pásmo v šířce padesát metrů. Dodatečně chráněný je v rezervaci památný strom jeřáb oskeruše, který se nachází na žluté turistické trase a na výšku měří devatenáct metrů.
V rezervaci probíhá průběžná výchovná těžba s účelem redukovat šíření nepůvodních vyřazených dřevin jako trnovník akát (Robinia pseudoacacia) a jasan ztepilý (Fraxinus excelsior). Jiným introdukovaným druhům stromů jako smrk ztepilý (Picea abies) nebo jírovec maďal (Aesculus hippocastanum) se na lokalitě nedaří šířit a jsou tím pádem na ústupu.
Přímou hrozbu pro obnovu původních dřevin a udržení lokálně vzácných druhů představuje přítomnost vysazených muflonů, kteří požírají například kriticky ohrožený hrachor panonský (Lathyrus pannonicus) nebo silně ohrožený kosatec bezlistý (Iris aphylla).
Díky značené Naučné stezce Lovoš a dalším turistickým trasám procházejících skrz území NPR je výstup na horu atraktivní pro velké množství turistů, kteří mají na místní přírodní společenství zásadně negativní vliv. Toto se projevuje znečištěním rezervace odpadky, pozůstatky tábořišť včetně ohňů, nebo vyšlapaných cest na vrch Kibička, který leží mimo NS Lovoš a neměl by být turistům přístupný.
Mezi negativní antropogenní vlivy na místní prostředí se také řadí imise z chemického průmyslu Lovosic a Ústecka nebo zplodiny a všudypřítomný zvuk z blízké dálnice D8.
Plán péče pro NPR Lovoš obsahuje cíle managementu složení lesního i mimolesního porostu. Toho se má dosáhnout mimo jiné výchovnou těžbou s prioritou omezení výskytu nepůvodních dřevin a bez ohrožení dostupnosti habitatu a potravy pro živočichy (těžbou mimo hnízdí období ptáků, ponechání zbytkového dřeva přirozenému rozkladu).Tímto by se měla udržet nebo i zlepšit funkce a struktura místního ekosystému, včetně všech biotických i abiotických složek.

## Turismus
Na vrcholu Lovoše se nachází turistická chata s občerstvením a ubytovnou s kapacitou šestnácti lůžek. Z terasy a několika vyhlídkových míst je možné mít na všechny strany nezastřený výhled na České středohoří. Chata je otevřena jen o víkendech.
Na horu Lovoš vedou z úpatí tři hlavní turistické trasy. Z obce Oparno až na vrchol vede modrá turistická trasa, která vede souběžně s částí Naučné stezky Lovoš. Modrá trasa se kříží se žlutou, na kterou se dá dostat z jihozápadního parkoviště u cyklostezky č. 25 a která dále ze svahu pokračuje do Opárenského údolí přes Císařské schody. Přímo z Lhotky nad Labem a Lovosic na vrchol vede ještě zelená turistická trasa, která se pod sedlem napojuje na NS Lovoš. Tato síť cest zahrnuje jak vrchol hory tak geologický útvar Panenské kameny.
K Lovoši je dálkovou dopravou možné se dostat odbočením z dálnice D8, autobusem do Oparna nebo autobusem či vlakem do města Lovosice. Vlakový spoj do Oparna ze severní strany (například z Teplic nebo Ústí nad Labem přes Úpořiny) od roku 2013 není v provozu z důvodu sesuvu půdy při výstavbě dálnice D8. Opárenským údolím do Lovosic prochází také cyklostezka č. 25.